# Danh sách cuộc biểu tình tại Hồng Kông tháng 10 năm 2019
Dưới đây là danh sách các các cuộc biểu tình chống dự luật dẫn độ Hồng Kông vào tháng 10 năm 2019.

## Danh sách

### Ngày 1 tháng 10: Biểu tình trong ngày Quốc Khánh
Vào ngày 1 tháng 10, các cuộc biểu tình bạo lực đã xảy ra trong lễ kỷ niệm 70 năm Quốc khánh Trung Quốc, theo báo cáo dẫn đến việc cảnh sát sử dụng đạn thật để bắn vào ngực một người biểu tình. Cảnh sát đã sử dụng hơi cay, đạn cao su, lựu đạn bọt biển và vòi rồng chống lại người biểu tình, đồng thời cáo buộc người biểu tình sử dụng "chất lỏng ăn mòn". Một số người biểu tình đã sử dụng bom xăng và gạch. Một người đàn ông bị thương đã được nhập viện trong tình trạng nguy kịch.
Cảnh sát đã bắn nhiều phát súng cảnh cáo ở các địa điểm như Du Ma Địa và Hoàng Đại Tiên. Ở Thuyền Loan, một sĩ quan cảnh sát đã bắn một phát đạn trực tiếp vào Tsang Chi-kin, một nam sinh trung học 18 tuổi. Người biểu tình đã được đưa đến phòng cấp cứu của Bệnh viện Princess Margaret và trong tình trạng nguy kịch. Cảnh sát Hồng Kông gọi vụ nổ súng là "đau lòng" và nói thêm rằng "cuộc sống của các sĩ quan cảnh sát bị đe dọa nghiêm trọng. Để cứu mạng sống của chính mình và đồng nghiệp, [sĩ quan] đã bắn một phát súng trực tiếp vào kẻ tấn công. " Bộ trưởng Ngoại giao Vương quốc Anh Dominic Raab nói trong một tuyên bố rằng "việc sử dụng đạn dược sống là không cân xứng". Tổ chức Ân xá Quốc tế kêu gọi "chính quyền Hồng Kông khẩn trương xem xét lại cách tiếp cận của họ trong việc điều hành các cuộc biểu tình để làm leo thang tình hình và ngăn chặn nhiều cuộc sống bị đe dọa" và nhắc lại lời kêu gọi điều tra độc lập.

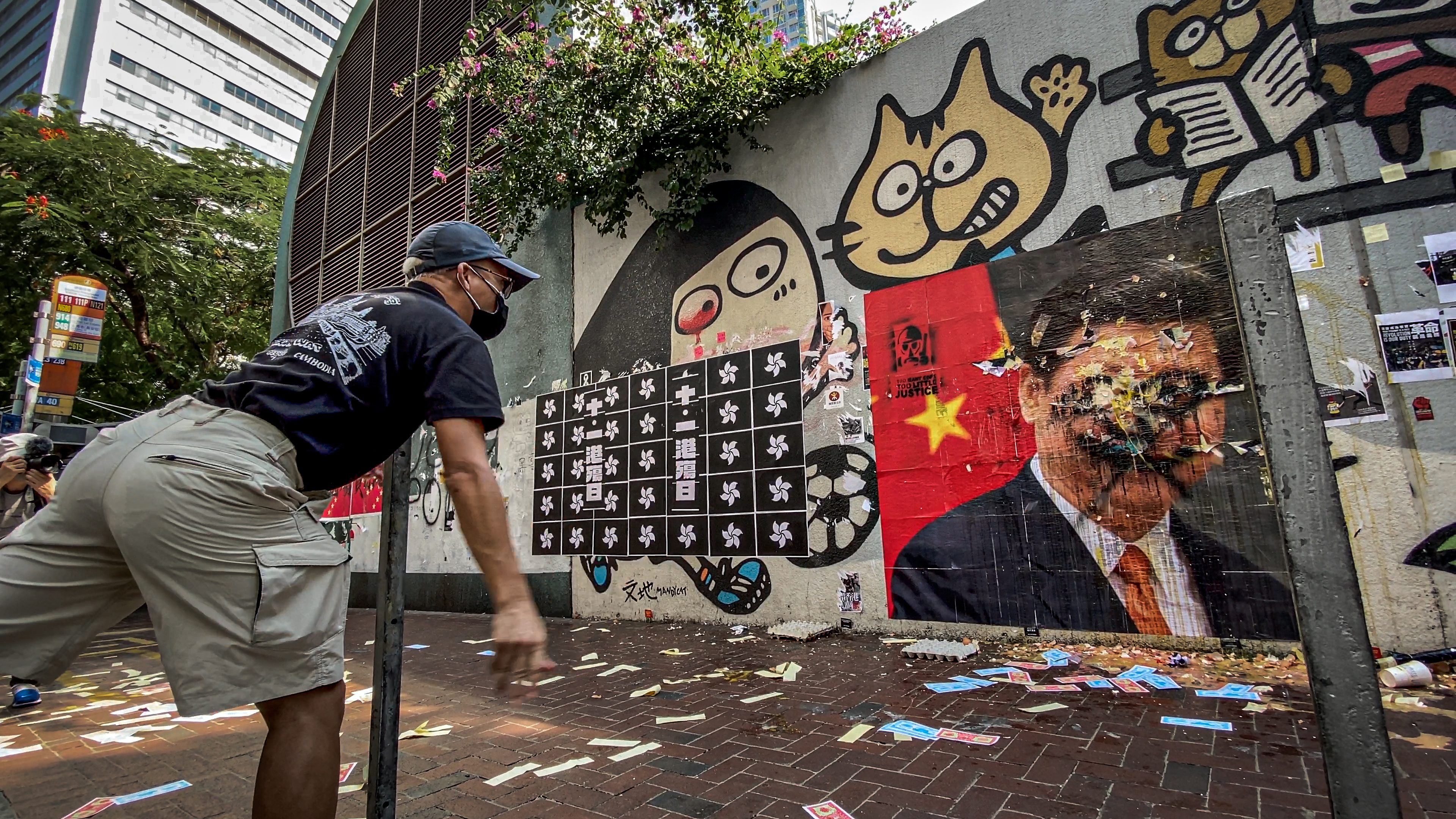
Người biểu tình ném trứng vào bức chân dung của Tổng Bí thư Đảng Cộng sản Trung Quốc Tập Cận Bình.
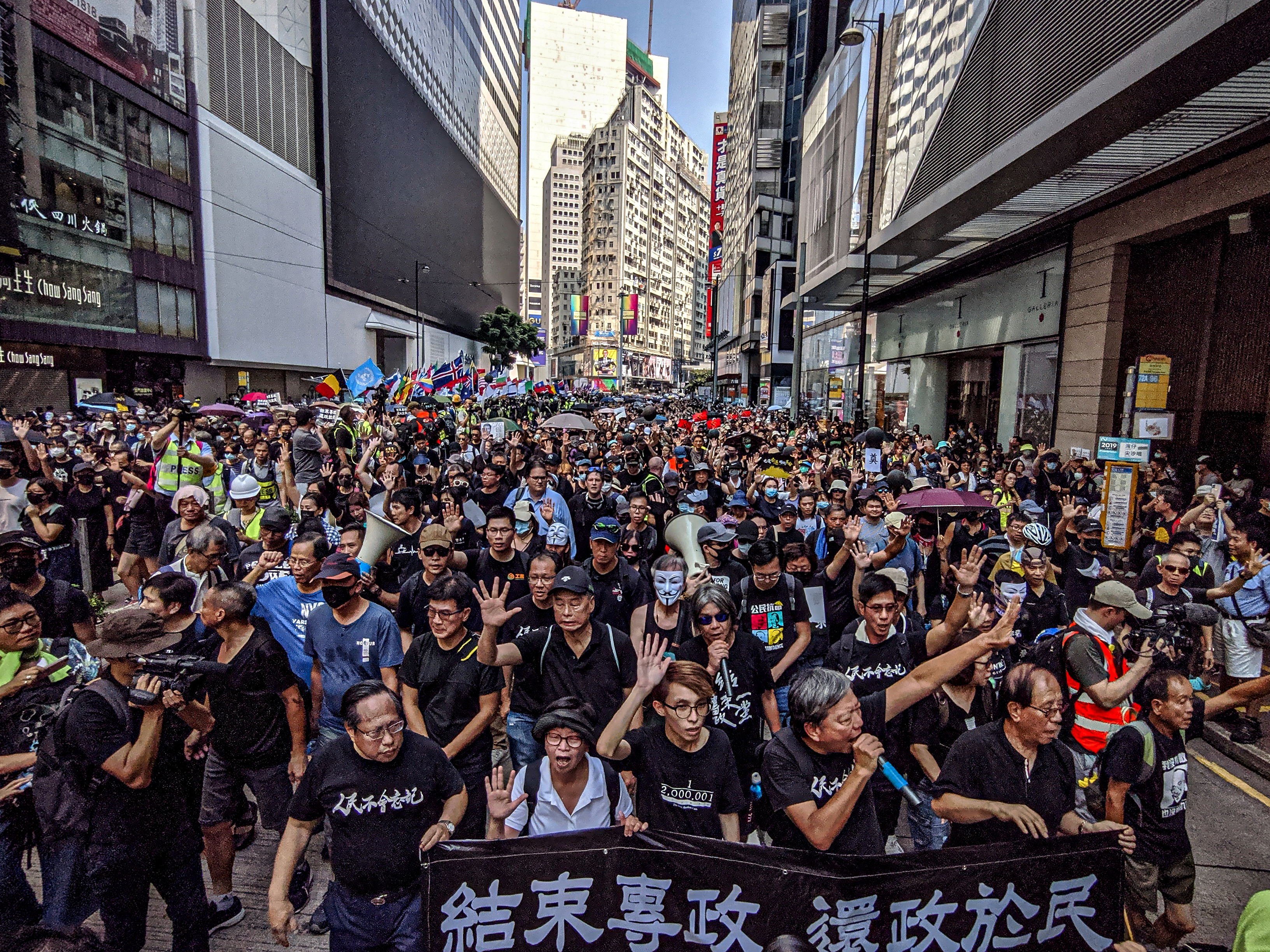
Người biểu tình tuần hành ở Đồng La Loan.
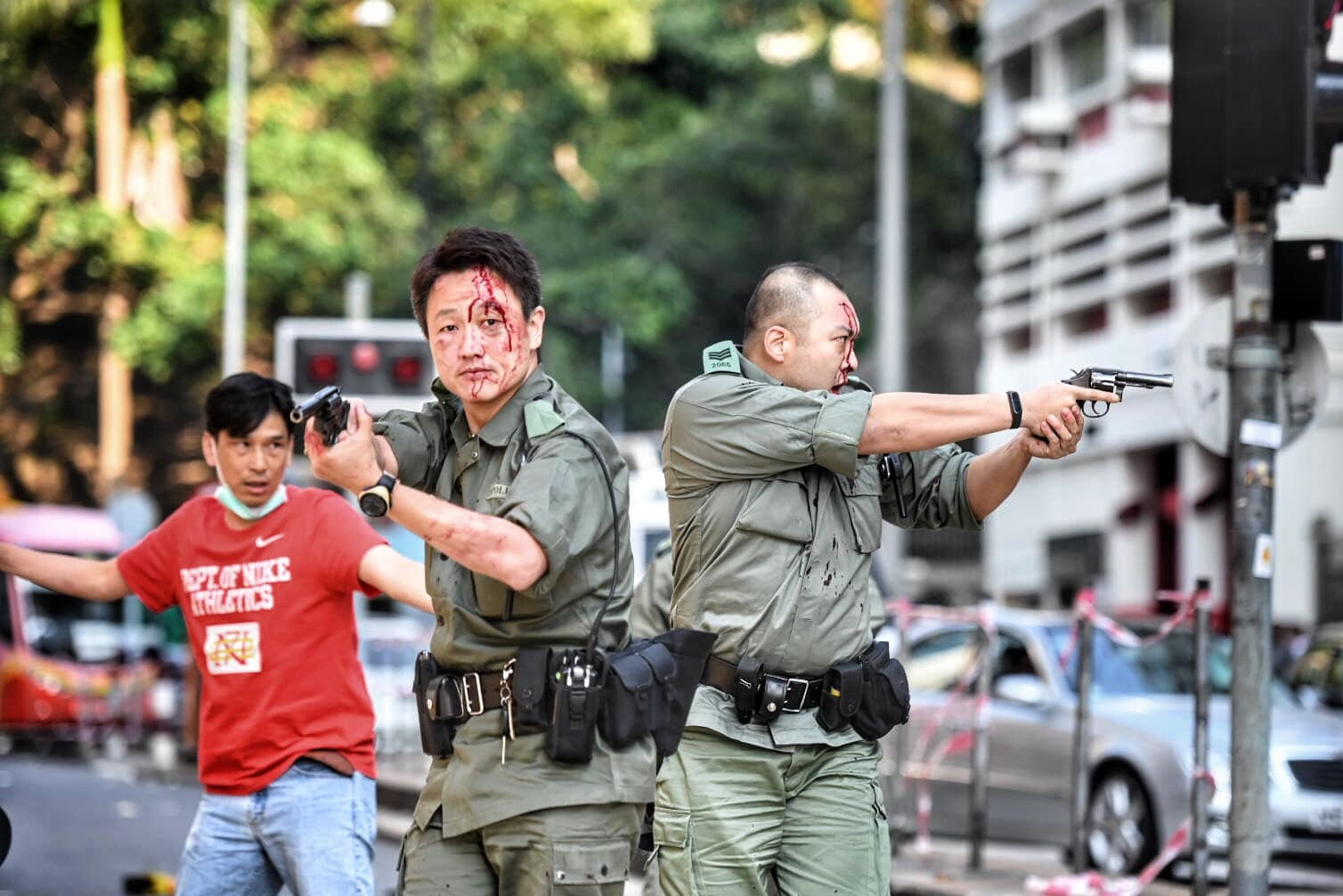
Hai sĩ quan cảnh sát bắn những phát súng chỉ thiên, sau đó chĩa vào người biểu tình ở Du Ma Địa.
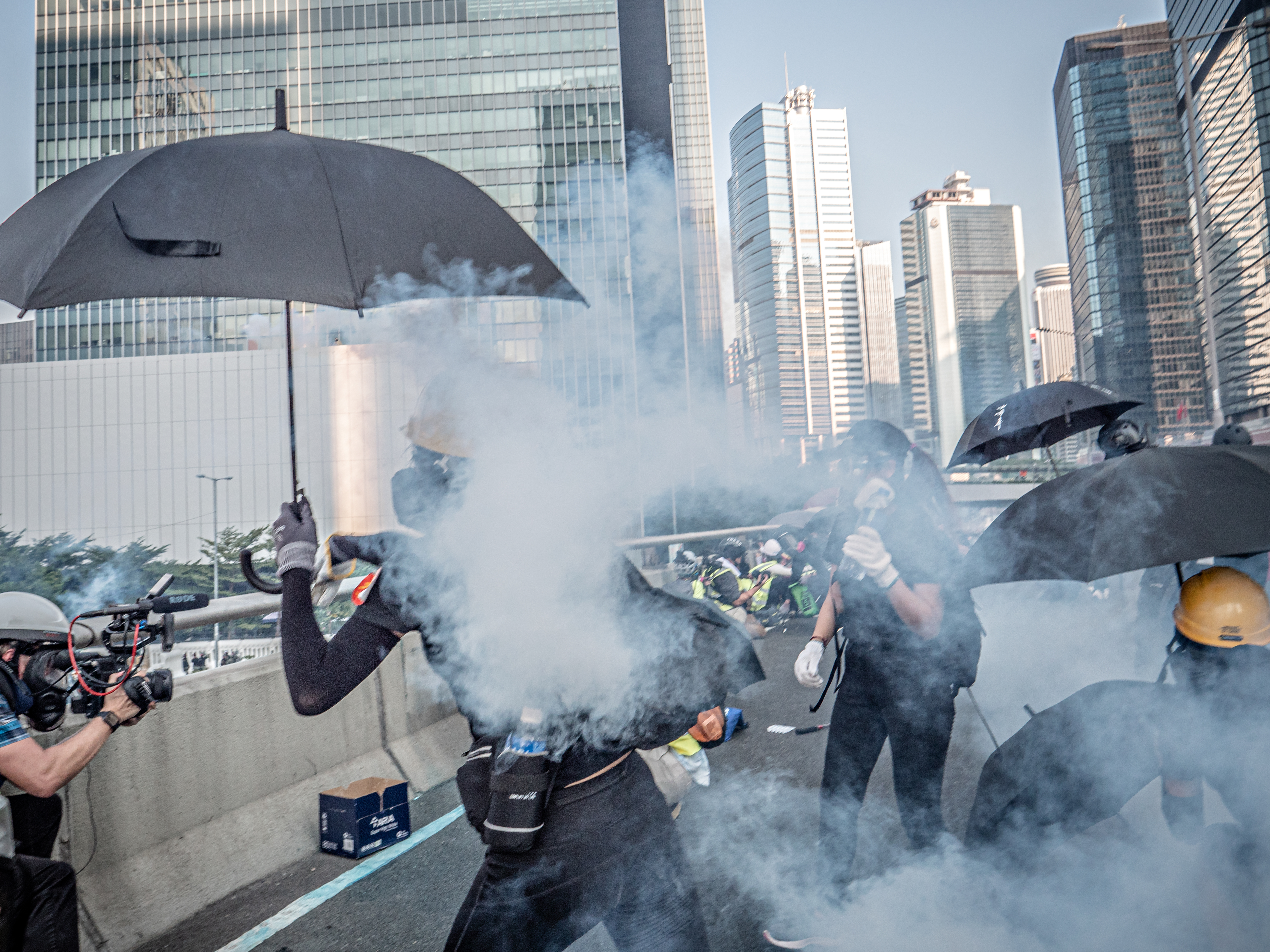
Cảnh sát bắn hơi cay vào người biểu tình.
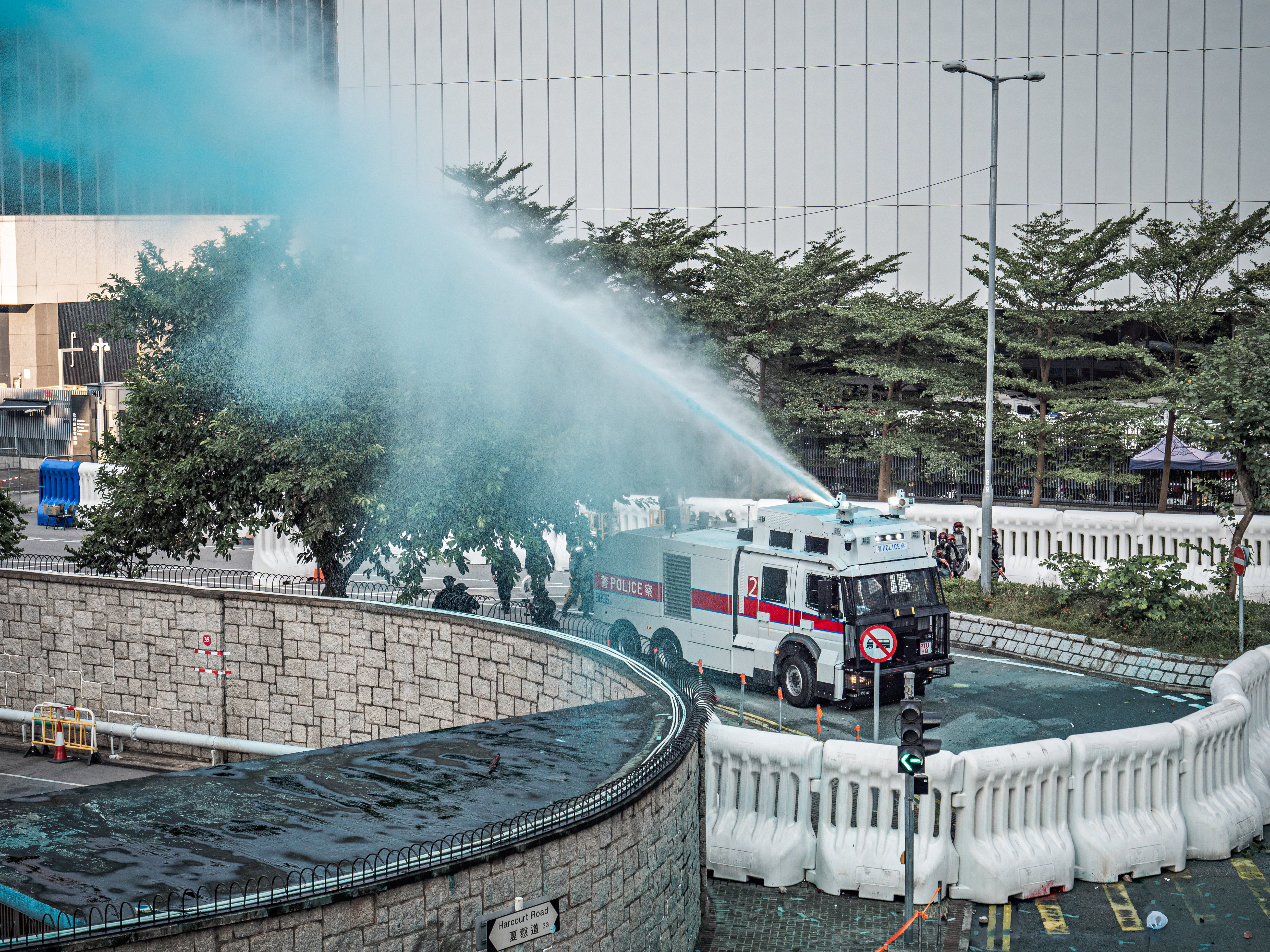
Cảnh sát sử dụng vòi rồng nhuộm màu xanh để giải tán người biểu tình.

### Cuộc biểu tình đoàn kết ngày 2 tháng 10

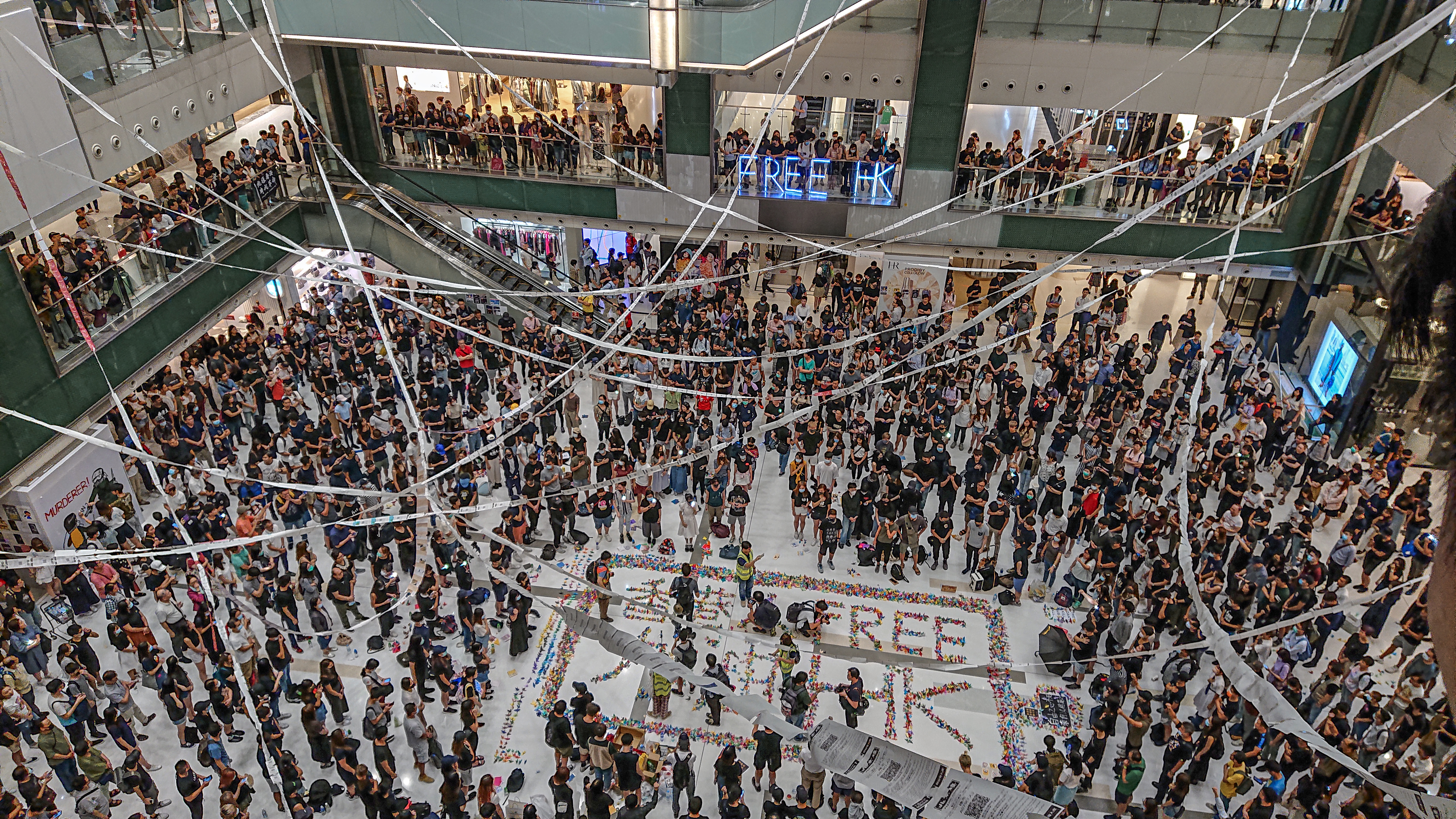
Người biểu tình tụ tập bên trong New Town Plaza, một trung tâm mua sắm ở Sa Điền, trong khi gấp những con hạc giấy.

Cuộc biểu tình tiếp tục sau khi Tsang bị cảnh sát bắn. Các học sinh và cựu sinh viên của một trường cấp hai đã tập hợp bên ngoài khuôn viên của ngôi trường để thể hiện sự ủng hộ của họ đối với Tsang, người bị buộc tội bạo loạn và tấn công các sĩ quan khi còn ở bệnh viện. Khoảng 250 người biểu tình đã tập trung tại Tòa án Thẩm phán Tây Cửu Long để ủng hộ anh và những người biểu tình khác bị bắt giữ.
Vào buổi chiều, những người biểu tình và nhân viên văn phòng đã tập trung tại Trung Hoàn, Hồng Kông và chiếm đóng một thời gian ngắn ở đường Connaught. Họ hô to các khẩu hiệu để lên án cảnh sát Hồng Kông, như "Cảnh sát Hồng Kông cố ý giết người" và "giải tán lực lượng cảnh sát ngay bây giờ". Người biểu tình cũng xuất hiện ở Thuyền Loan, nơi họ làm hư hại một ngôi nhà mạt chược được cho là có liên kết với các nhóm trong hội Tam Hoàng và bắt đầu một vụ hỏa hoạn gần Trụ sở Cảnh sát Nam Tân Giới. Người biểu tình cũng chiếm đóng trong một thời gian ngắn trên các con đường và đường phố ở Hoàng Đại Tiên và Đồng La Loan. Ở Đồn Môn, Đại Vi và Tương Quân Áo, những người biểu tình đã phá hoại một số trạm MTR. Nhà điều hành đường sắt MTR Corporation trở thành mục tiêu phá hoại sau khi bị buộc tội hợp tác với cảnh sát và đóng cửa các nhà ga trước khi các cuộc biểu tình lớn diễn ra.

### Cuộc biểu tình ngày 3 tháng 10 chống lại luật cấm mặt nạ
Vào ngày 3 tháng 10, những người biểu tình đã tập trung tại 11 trung tâm mua sắm trên khắp Hồng Kông, bao gồm New Town Plaza, Yoho Mall và APM để phản đối luật chống mặt nạ. Cuộc tụ tập ở Cityplaza gần nhà ga Tai Koo leo thang thành xung đột dữ dội giữa người biểu tình và cảnh sát, họ đã sử dụng hơi cay và bình xịt hơi cay để giải tán người biểu tình. Lúc 10:20 tối, MTR tuyên bố sẽ đóng cửa nhà ga Kwun Tong, để đáp trả những người biểu tình gần đó đã làm hỏng các cơ sở của họ. MTR sau đó tuyên bố đóng cửa sắp tới của trạm Tai Po Market, trạm Ngau Tau Kok và trạm Tai Koo.

### Ngày 4-6 cuộc biểu tình chống lại luật khẩn cấp

#### 4 tháng 10
Vào ngày 4 tháng 10, Lâm Trịnh Nguyệt Nga đã viện dẫn Pháp lệnh Quy định khẩn cấp để áp dụng luật cấm che mặt cấm đeo khẩu trang trong các cuộc tụ họp công cộng, cố gắng kiềm chế các cuộc biểu tình đang diễn ra. Có hiệu lực vào nửa đêm ngày hôm đó, những người vi phạm quy định mới có thể bị kết án một năm tù hoặc bị phạt 25.000 đô la Hồng Kông (khoảng 3.200 USD). Một đơn xin tạm dừng thi hành luật chống mặt nạ đã bị tòa án bác bỏ trong cùng một đêm. Sau khi công bố quy định mới này, hàng ngàn người biểu tình, nhiều người trong số họ đeo mặt nạ, đã xuống đường. Một cậu bé 14 tuổi bị bắn vào chân, và toàn bộ hệ thống tàu điện ngầm đã đóng cửa sớm và vẫn đóng cửa vào ngày hôm sau.

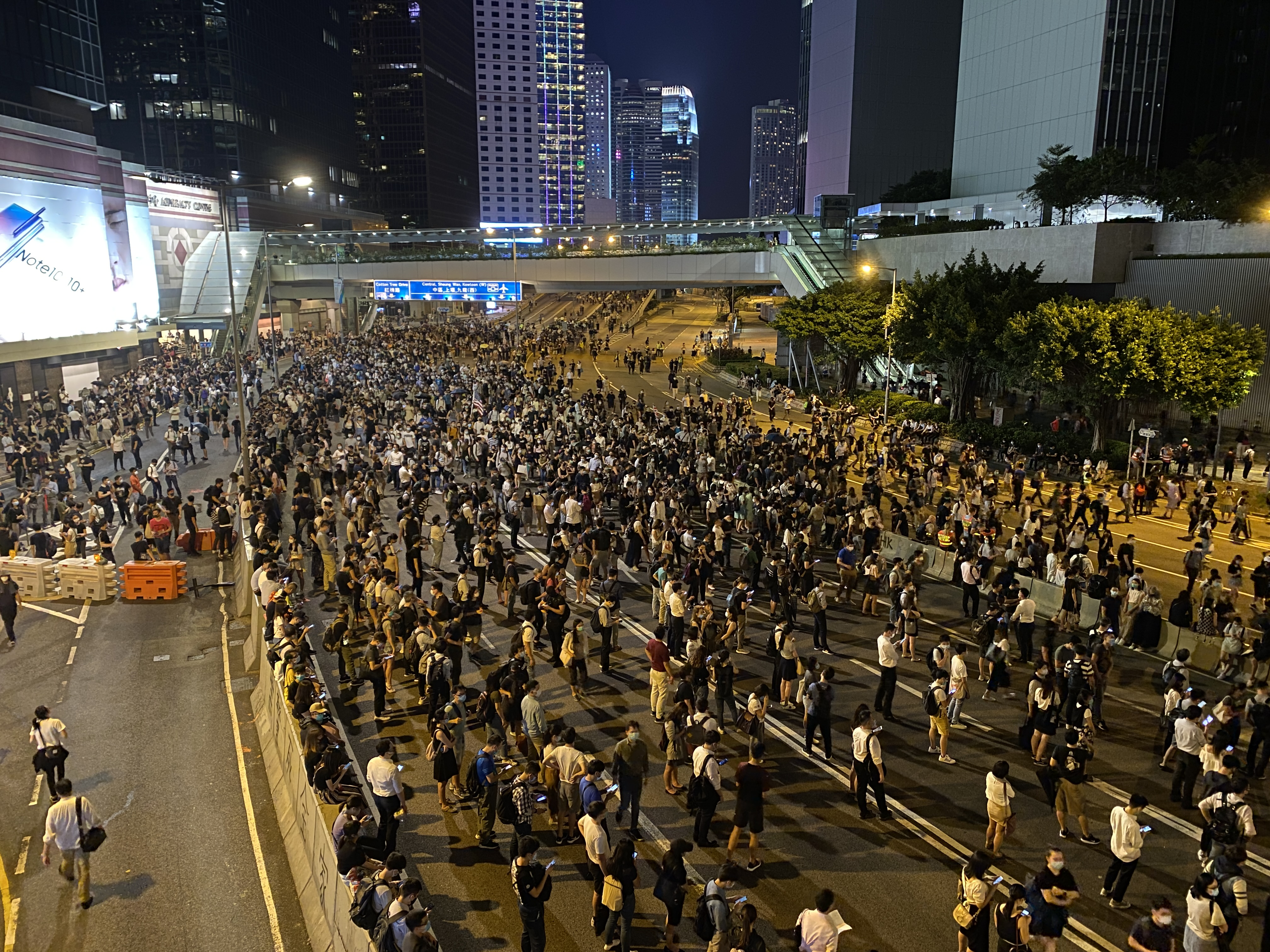
Người biểu tình ở đường Harcourt.
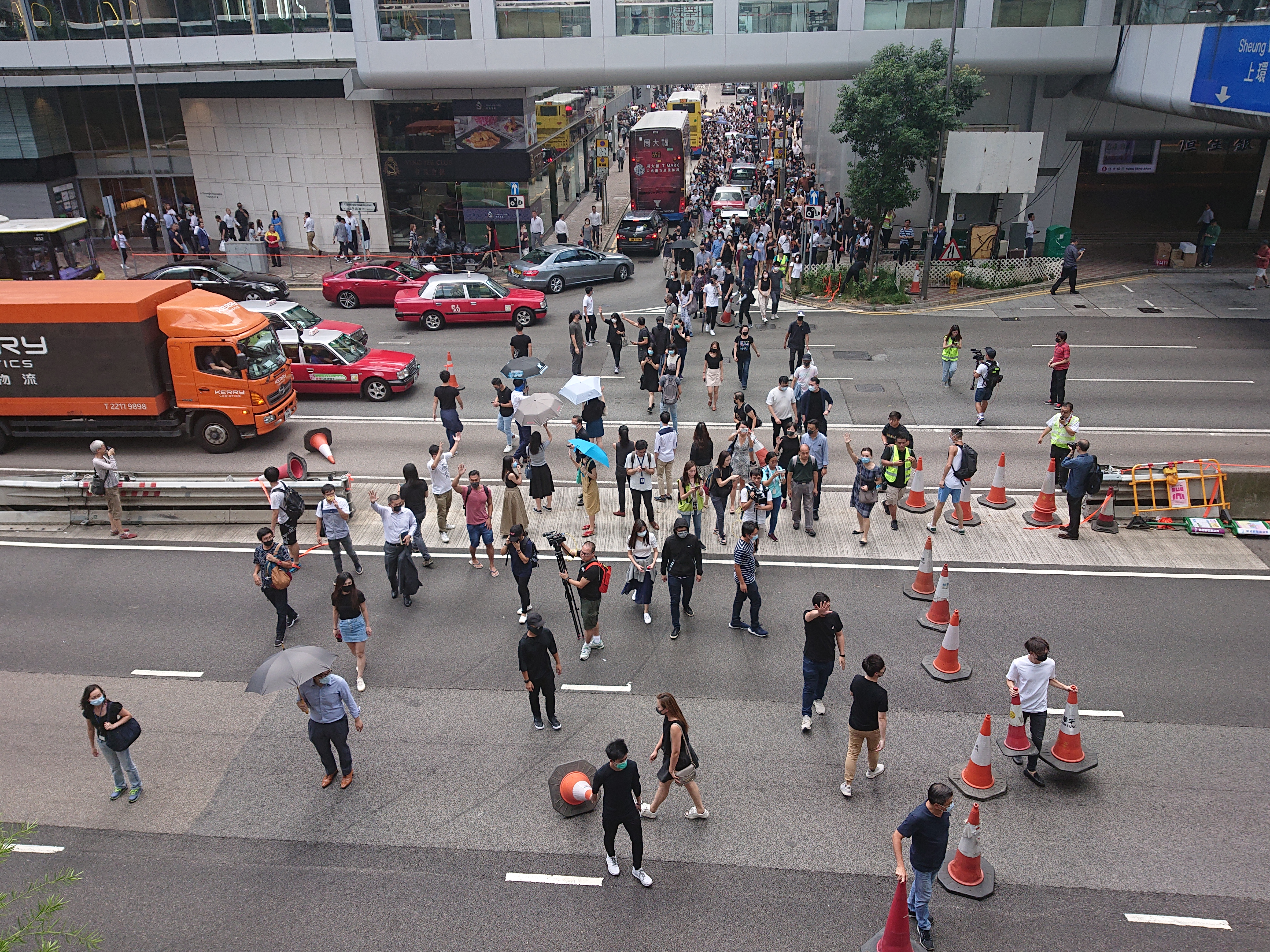
Người biểu tình dựng rào chắn ở đường Connaught, Trung Hoàn.
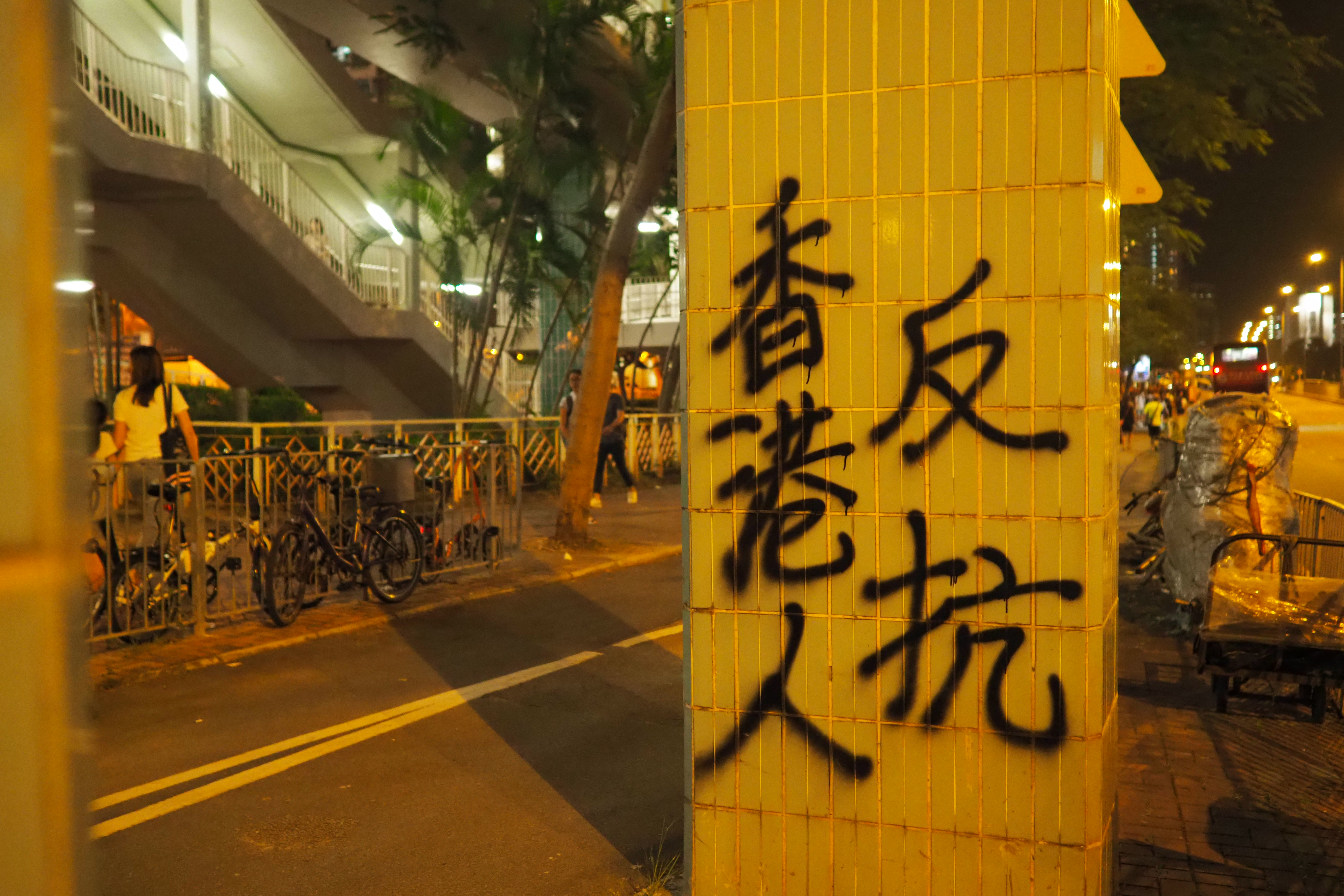
Graffiti trên tường, dịch là "Người Hồng Kông, nổi dậy".
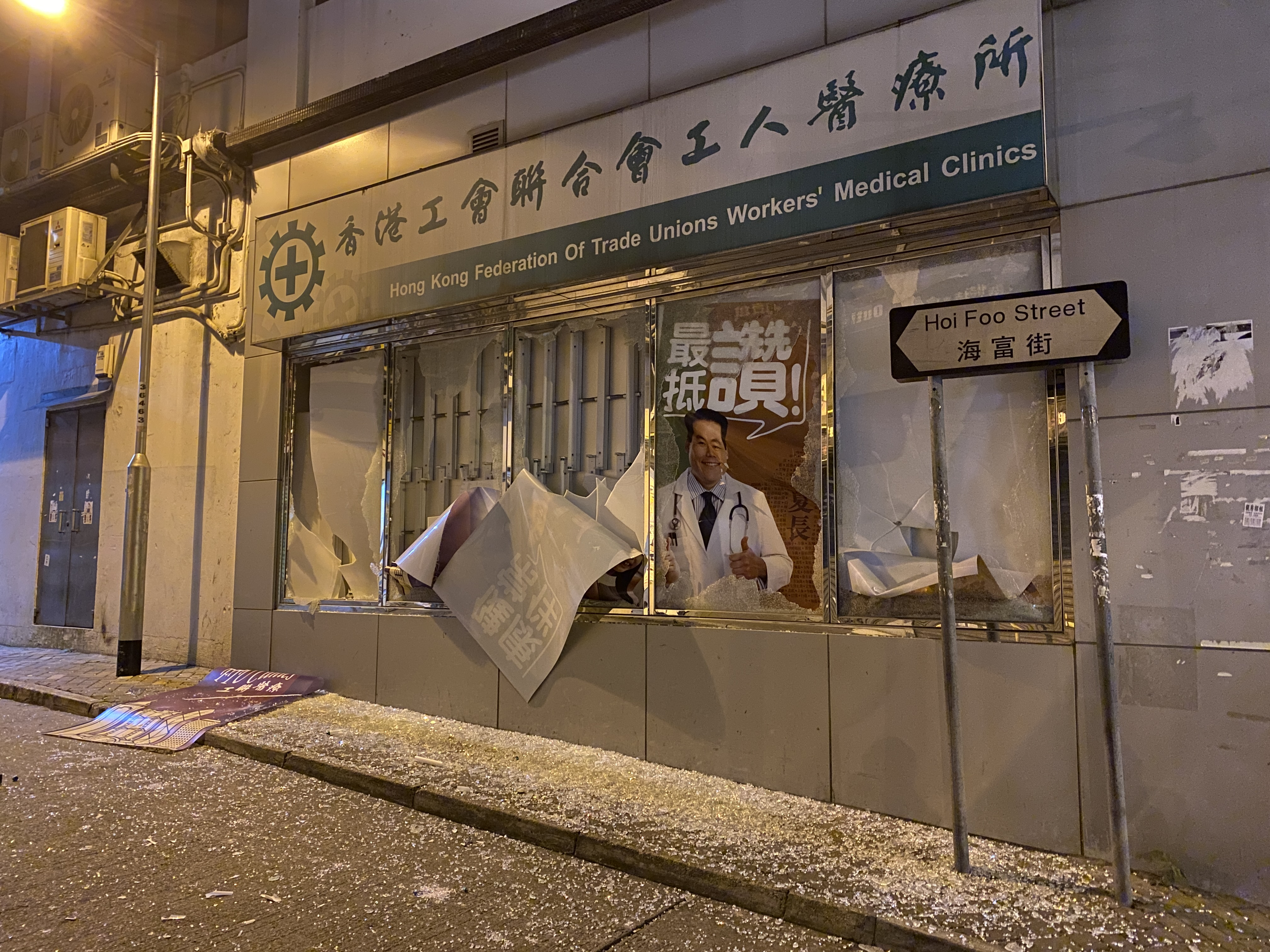
Một văn phòng tổ chức ủng hộ Bắc Kinh bị phá hoại bởi những người biểu tình.
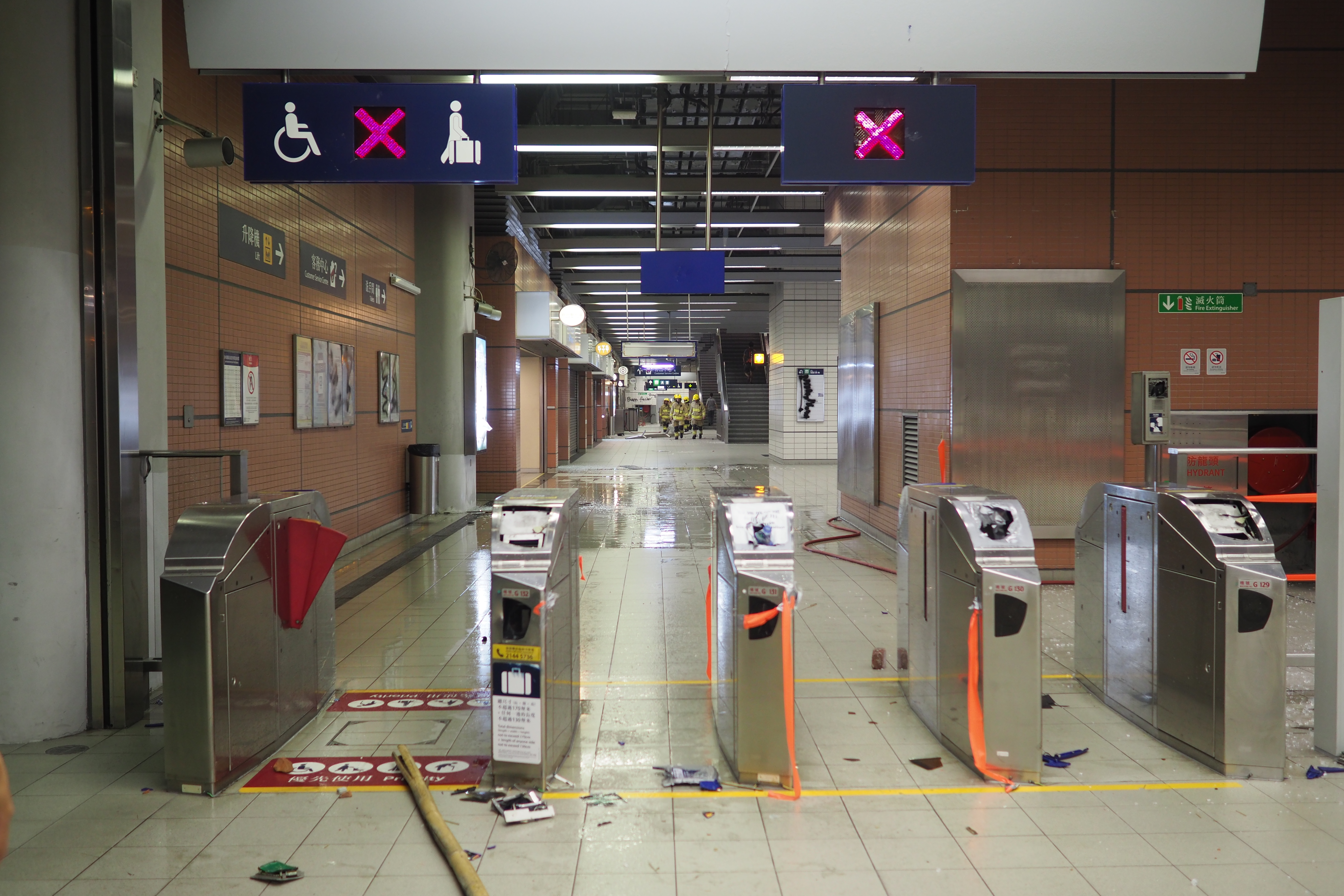
Một nhà ga MTR bị phá hoại bởi những người biểu tình.

#### 5 tháng 10
Người biểu tình đã tổ chức các cuộc biểu tình ở các quận khác nhau trong thành phố, thiết lập các chướng ngại vật trên các tuyến đường chính và chặn giao thông. Hàng chục người biểu tình đã chiếm đường Castle Peak ở Nguyên Lãng, hát và hô vang các khẩu hiệu chống chính phủ. Vài chục người biểu tình cũng chặn đường Lung Cheung tại Hoàng Đại Tiên. Trong khi đó, các chướng ngại vật đã được đưa lên trên đường Nathan ở Vượng Giác, với những người biểu tình cũng vây quanh đồn cảnh sát Vượng Giác.
Một nhóm rất lớn người dân đã bắt đầu một cuộc tuần hành thách thức ở Đồng La Loan để bày tỏ sự phản đối của họ đối với việc giới thiệu luật chống mặt nạ của chính phủ. Nhiều người biểu tình đã đeo mặt nạ, một hành động đã trở thành bất hợp pháp theo luật khẩn cấp. Nhưng nhiều người tuần hành, mà một số báo cáo cho biết đã lên tới hàng ngàn người, đã bỏ qua luật mới. Hàng trăm người biểu tình đeo mặt nạ đã thiết lập một chuỗi người và di chuyển từ Tiêm Sa Chủy sang Thâm Thủy Bộ, cũng trong một cuộc biểu tình chống lại luật cấm chhe mặt mới của chính phủ.

#### 6 tháng 10
Người biểu tình tuần hành trên đường phố đảo Hồng Kông và Cửu Long vào ngày 6 tháng 10 để phản đối quyết định của Lâm trong việc viễn dẫn luật khẩn cấp. Người biểu tình tiếp tục đeo các loại mặt nạ khác nhau bất chấp luật cấm che mặt. Cuộc tuần hành phần lớn là ôn hòa cho đến khi cảnh sát đối diện với người biểu tình và bắt đầu bắn các hộp hơi cay. Những người biểu tình theo đường lối cứng rắn bắt đầu ném các vật thể và bom xăng vào cảnh sát trong khi những người sau đó đã triển khai vòi rồng để giải tán người biểu tình. RTHK đã lên án việc sử dụng bạo lực và kêu gọi tất cả các bên thể hiện sự kiềm chế.
Ở Cửu Long Đường, cảnh sát đã bắt giữ một số sinh viên và vào khuôn viên trường Đại học Baptist Hồng Kông mà không được phép. Vào ban đêm, đơn vị đồn trú của Giải phóng quân Nhân dân đã treo cờ cảnh báo chống lại những người biểu tình đang chiếu ánh sáng laser vào bên ngoài tòa nhà đồn trú, đánh dấu phản ứng quân sự đầu tiên trong cuộc biểu tình. 

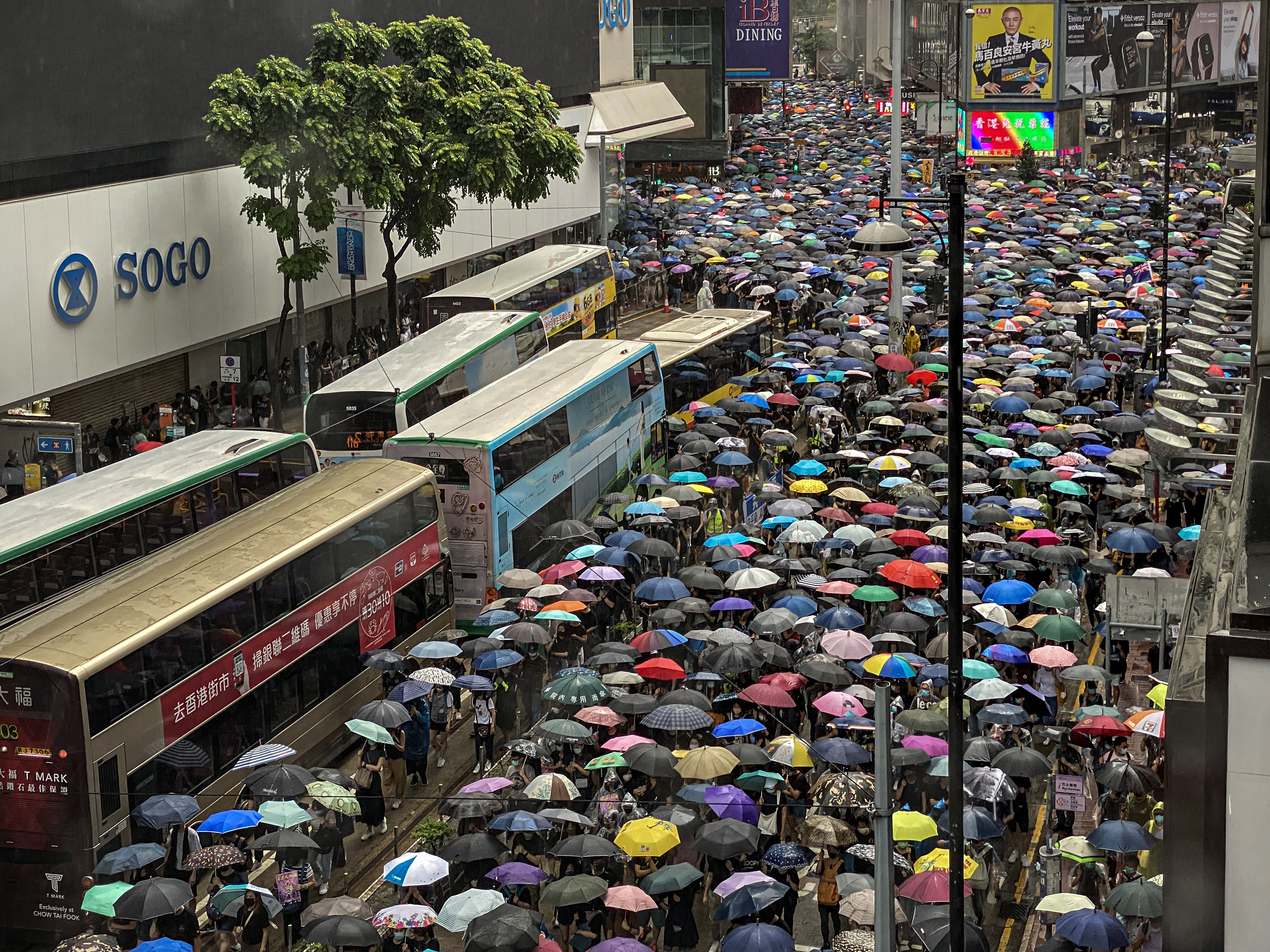
Người biểu tình diễu hành ở Đồng la Loan.
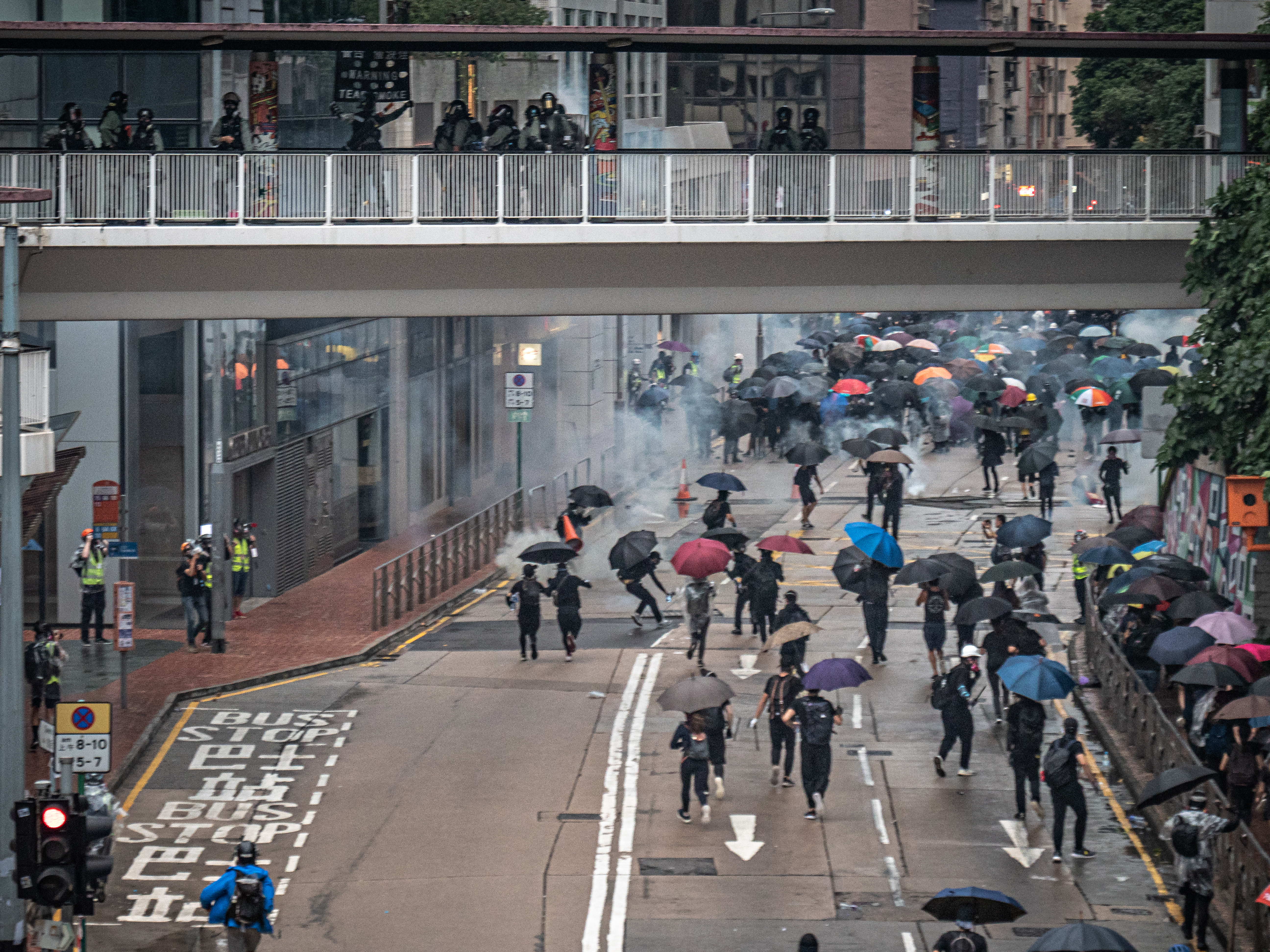
Cảnh sát giải tán đám đông bằng hơi cay.
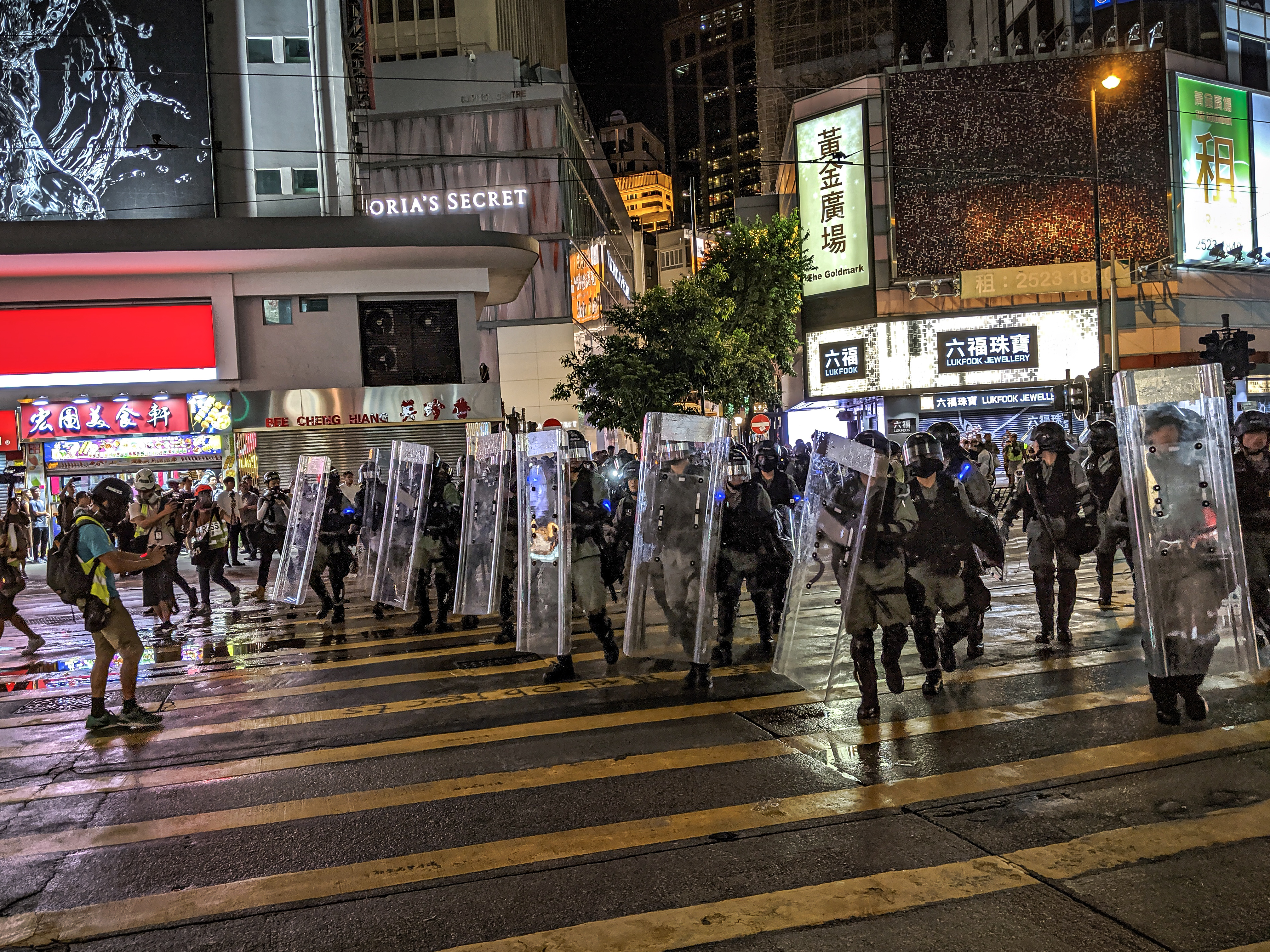
Cảnh sát chống bạo động trên đường phố vào ban đêm.
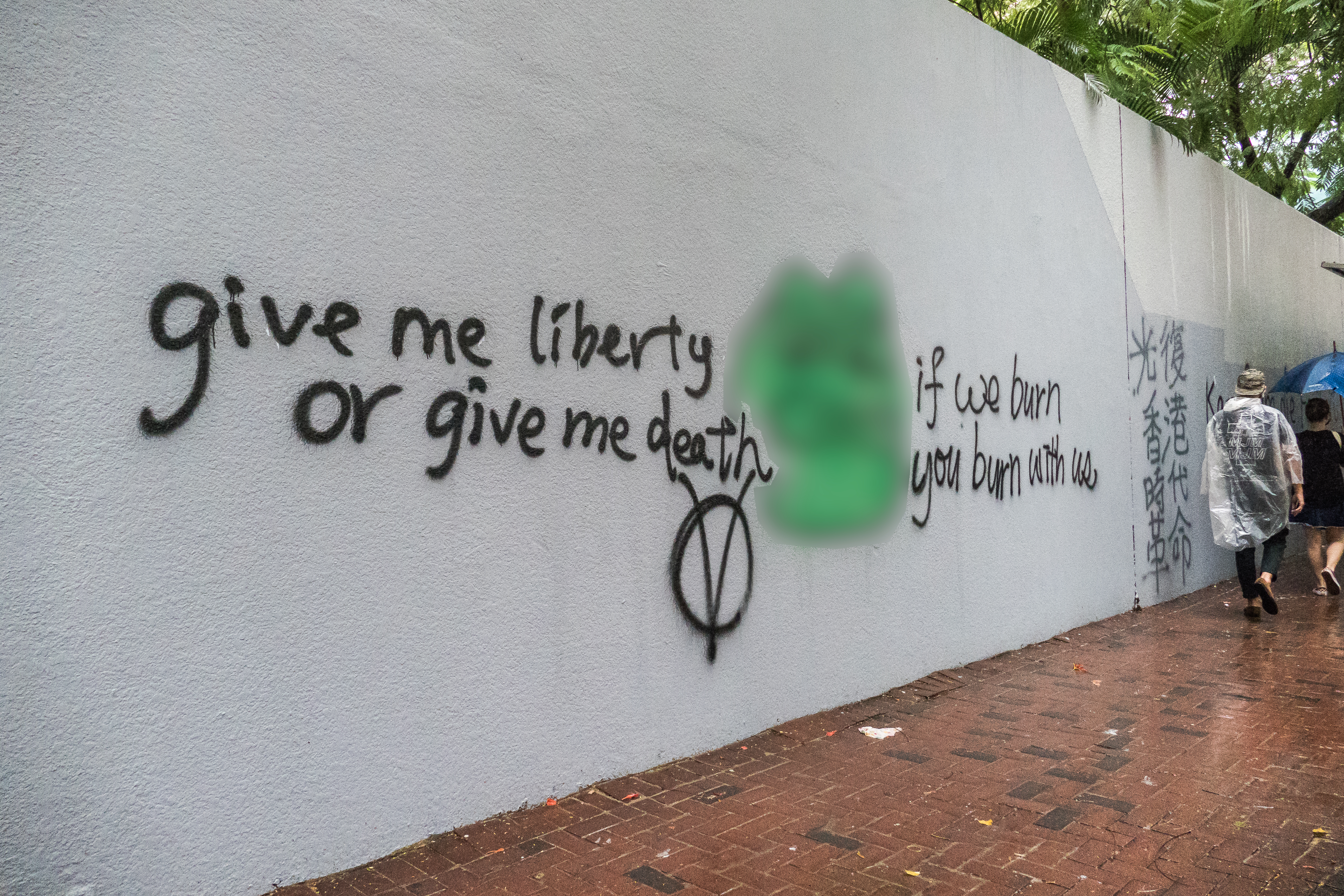
Graffiti trên tường với Ếch Pepe, một biểu tượng của cuộc biểu tình.
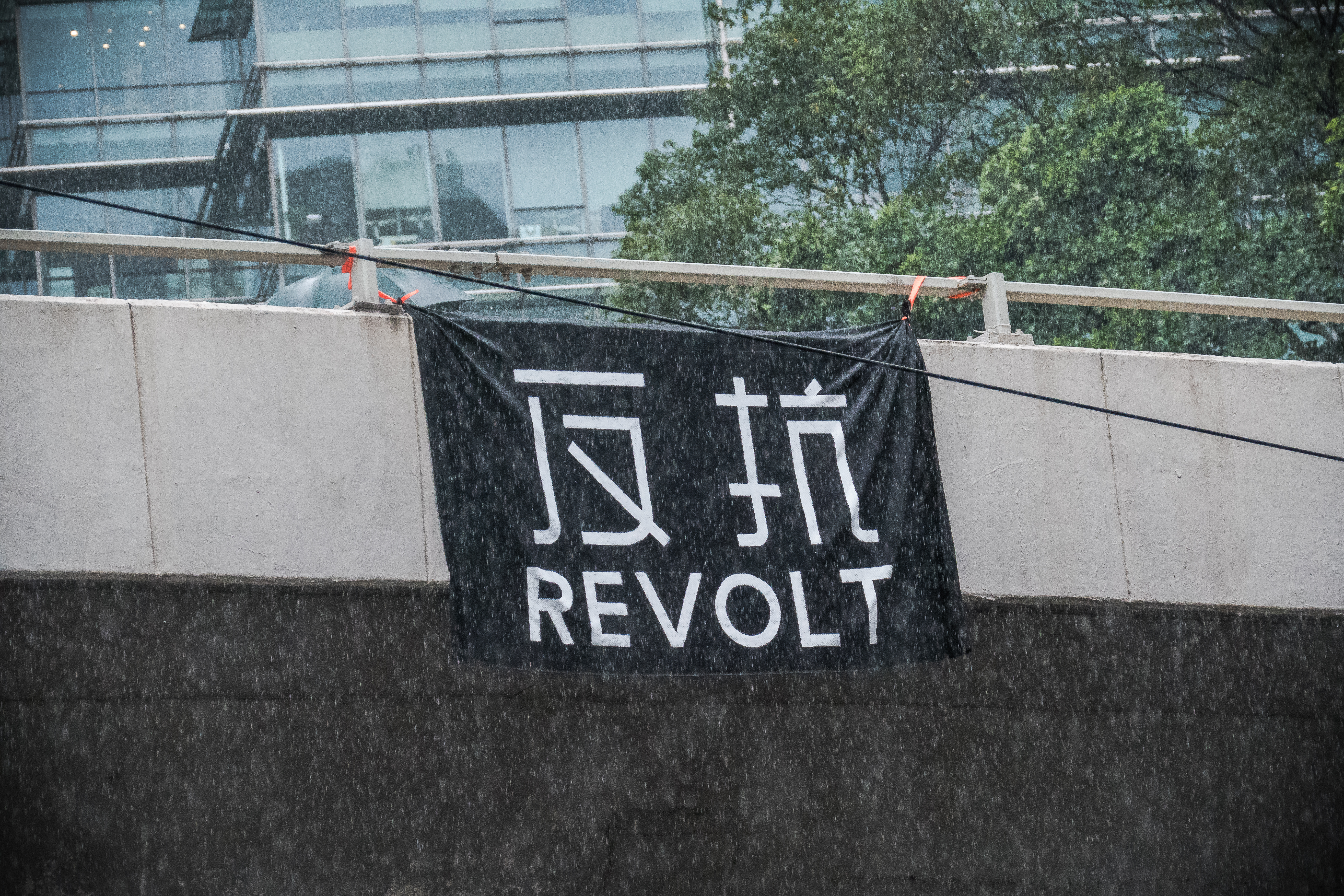
Biểu ngữ "Nổi loạn" treo trên cây cầu.

### Tuần hành ngày 10 tháng 10
Hàng chục người đã tổ chức một cuộc biểu tình bên ngoài đồn cảnh sát Tiêm Sa Chủy để đánh dấu Ngày Thế giới bằng cách thể hiện sự ủng hộ của họ đối với một người phụ nữ bị chấn thương mắt nghiêm trọng trong cuộc biểu tình chống chính phủ vào ngày 11 tháng 8. Người biểu tình - nhiều người trong số họ đeo mặt nạ bất chấp lệnh cấm mới được thực hiện vào thứ Bảy tuần trước - đã hô vang các khẩu hiệu phản đối và giơ cao các biển báo 'năm yêu cầu, không thiếu cái nào.'

### Ngày 12 tháng 10
Hơn một ngàn người biểu tình đã tuần hành trong một cuộc biểu tình không được phép từ Tiêm Sa Chủy đến Thâm Thủy Bộ để phản đối quyết định của chính phủ nhằm đưa ra luật khẩn cấp. Người biểu tình đeo mặt nạ bất chấp luật cấm che mặt. Cuộc tuần hành phần lớn là ôn hòa.

### Ngày 13 và 14 tháng 10
Liên quan đến cuộc biểu tình, cảnh sát cáo buộc những người biểu tình đã kích nổ một quả bom tự chế điều khiển từ xa, mà họ nói đã phát nổ trong khi một chiếc xe cảnh sát đi ngang qua. Không ai được báo cáo bị tổn thương. Đây sẽ là lần đầu tiên sử dụng vũ khí như vậy của các cuộc biểu tình. Vào ngày 14 tháng 10, một cảnh sát đã bị một người biểu tình đâm vào cổ, phải nhập viện trong tình trạng nghiêm trọng. Kết quả, một sinh viên 18 tuổi bị buộc tội tấn công cảnh sát bằng dao đa dụng. Cũng trong ngày hôm đó, 20 quả bom xăng đã được ném vào một đồn cảnh sát. Đặc khu trưởng Lâm Trịnh Nguyệt Nga từ chối đưa ra bất kỳ nhượng bộ nào cho người biểu tình, với lý do bạo lực cuối tuần qua.

### 15 tháng 10: bóng rổ tuần hành
Hàng chục người hâm mộ bóng rổ đã đến Southorn Playground ở Loan Tể để thể hiện sự ủng hộ của họ dành cho Daryl Morey và bày tỏ thái độ khinh bỉ đối với siêu sao Lebron James, sau khi cả hai khuấy động tranh cãi về những bình luận của họ về các cuộc biểu tình.

### Chuỗi người ngày 18 tháng 10
Trong đêm 18 tháng 10, những người biểu tình đã tổ chức một cuộc biểu tình chuỗi con người phản đối luật cấm che mặt. Một số người biểu tình đã phân phát mặt nạ cho những người tham gia khác, trong khi một số khẩu hiệu hô vang như "năm yêu cầu, không thiếu cái nào". Nhiều người biểu tình đeo mặt nạ phẫu thuật để che giấu danh tính, mặc dù một số người cũng đeo mặt nạ của Lâm Trịnh Nguyệt Nga, Tập Cận Bình, Winnie-the-Pooh và Guy Fawkes.

### Ngày 23 tháng 10
Vào ngày 23 tháng 10, Hội đồng Lập pháp Hồng Kông đã chính thức rút dự luật dẫn độ. Trần Đồng Giai, nghi phạm giết người khiến chính quyền Đặc khu hành chính Hồng Kông đề xuất dự luật, được ra tù cùng ngày.

### Chuỗi người ngày 25 tháng 10
Hàng trăm người đã tạo thành một chuỗi con người ở Tương Quân Áo nói rằng họ vẫn tin rằng cái chết của một học sinh 15 tuổi trong khu vực là một điều đáng ngờ. Sinh viên Học viện Thiết kế Hồng Kông Trân Ngạn Lâm được nhìn thấy lần cuối trong khuôn viên của trường ở Điều Cảnh Lĩnh vào ngày 19 tháng 9. Thi thể của cô được tìm thấy ở ngoài khơi Tương Quân Áo ba ngày sau đó.

### Cuộc biểu tình ngày 26 tháng 10 của các chuyên gia y tế
Một cuộc biểu tình ôn hòa của hàng trăm chuyên gia y tế đã được tiến hành tại một công viên ở trung tâm Hồng Kông. Họ đã phản đối các cáo buộc bạo lực được sử dụng bởi cảnh sát chống lại người biểu tình, và cảnh sát cũng bắt giữ các chuyên gia y tế làm việc trên tuyến đầu của các cuộc biểu tình.

### Biểu tình Tiêm Sa Chủy ngày 27 tháng 10
Một cuộc biểu tình không được phép đã được tiến hành vào buổi chiều gần khách sạn Peninsula. Cảnh sát sau đó đã có mặt, và trong vài phút sau khi cuộc biểu tình bắt đầu, hơi cay và bình xịt hơi cay được sử dụng khi những người biểu tình đụng độ với cảnh sát. Điều này dẫn đến việc người dân ở sảnh khách sạn Peninsula bị ảnh hưởng bởi hơi cay. Vào ban đêm, cảnh sát đã đi về phía bắc từ Tiêm Sa Chủy, sử dụng hơi cay và vòi rồng (nhưng không có nước nhuộm màu xanh được sử dụng trong tuần trước).

### Biểu tình Đồn Môn ngày 30 tháng 10
Một cuộc biểu tình thứ hai để đáp lại vụ rò rỉ hơi cay nghi ngờ xảy ra vào ban đêm. Hơn 70 người, chủ yếu là cư dân Đồn Môn đã bị bắt giữ. Man Shek Fong-yau, cựu cảnh sát đã tổ chức một số sự kiện ủng hộ phe thân Bắc Kinh, xuất hiện bên ngoài Căn cứ hoạt động Tai Hing lúc 8:30 tối với khoảng 30 người. Người dân từ chối rời đi sau khi cảnh sát giơ cờ cảnh báo màu xanh nói rằng họ đang tham gia vào một hội đồng bất hợp pháp. Một số người biểu tình mặc áo đen bắt đầu tạo thành rào chắn 20 phút sau đó.
Cảnh sát ra lệnh cho cư dân quỳ xuống với hai tay trong không trung hoặc sau lưng tại sảnh của Nhà Yat Sang, Tòa án Siu Hin. Một người đàn ông và một người phụ nữ xuất hiện để chế giễu cảnh sát đã vào một nhà hàng Nhật Bản trong khu vực khi các sĩ quan cố gắng đuổi theo họ. Hai trong số các chủ cửa hàng của nhà hàng từ chối cho phép cảnh sát vào nhà hàng để bắt giữ cặp đôi. Cảnh sát sau đó đã kéo các chủ cửa hàng ra khỏi nhà hàng và bắt giữ họ, sau đó ra lệnh cho các nghi phạm ban đầu xuất trình giấy tờ tùy thân. Vào khoảng nửa đêm, những người biểu tình đã ném bom xăng vào căn cứ của cảnh sát, và cảnh sát đã đáp trả bằng cách bắn ba viên đạn túi đậu từ bên trong căn cứ.